# Pierre Vincent
Pierre Vincent  (nacido el 17 de abril de 1964 en Brioude, Francia) es un entrenador de baloncesto francés. Como seleccionador de Francia consiguió 4 medallas en competiciones oficiales.